# Atanasie Sciotnic
Atanasie Sciotnic (ur. 1 marca 1942 w Mila 23, zm. 5 kwietnia 2017) – rumuński kajakarz. Dwukrotny medalista olimpijski.
W igrzyskach brał udział trzykrotnie (IO 64, IO 68, IO 72), na dwóch zdobywając medale. Medal wywalczył w kajakowych czwórkach na dystansie 1000 metrów zarówno w 1964 (brązowy) i 1972 (srebrny). Zdobył dziewięć medali mistrzostw świata: cztery złote, dwa srebrne i trzy brązowe. Z kolei na mistrzostwach Europy wywalczył trzy złote medale i pięć srebrnych.